# Корф, Андрей Фёдорович
Барон Андре́й Фёдорович (Генрих Ульрих Казимир) Корф (нем. Heinrich Ulrich Kasimir Freiherr von Korff; 1765, Курляндское герцогство — 1823, Санкт-Петербург) — государственный деятель из курляндского рода Корфов, сенатор, тайный советник. Отец графа Модеста Андреевича Корфа.

## Биография
Родился 1 (12) мая 1765 года в Вюрцау (ныне Вирцава, Елгавский край, Латвия). Сын Фридриха Сигизмунда фон Корфа (1730—1797), курляндского землевладельца, первого витебского предводителя дворянства (с 1772 г.), который после присоединения Курляндии к России, в 1795 году был пожалован в тайные советники и стал первым белорусским губернским маршалом; был женат на Екатерине-Луизе (Каролине?) Клоппман, от которой имел трёх сыновей; Андрей — был младшим.
Воспитанник митавской гимназии Academia Petrina (1777—1781), слушал лекции в германских университетах (Лейпцигском, Гёттингенском и Страсбургском), служил сначала в Пруссии и был прусским поверенным в делах в Швеции (1792—1797).
В 1798 году перешёл на русскую службу с чином статского советника, некоторое время занимал должность старосты (назначенного верховной властью администратора) города Розиттен (ныне Резекне). Был вице-президентом юстиц-коллегии, затем в 1804—1819 гг. её президентом; 20 июля 1819 года был назначен сенатором. Был награждён орденами Св. Анны 1-й степени (2.04.1811) и Св. Владимира 3-й степени.
Оставил в рукописях много трудов, издав только «Статистический очерк Прусской монархии» (фр. «Essai statistique sur la monarchie Prussienne», 1791, 2-е издание 1798). Неизданными остались, частью на немецком, частью на французском языке: «Современная политическая история, собранная из современных политических газет и журналов от 1812 по октябрь 1823 г.», «Карманная книга русских законов», «История российской иерархии», «Собрание различных молитв», «Собрание всех известий, касающихся смерти Коцебу», «Географическое, историческое и политическое описание Российской империи 1812 г.» (5 частей), «История Германии с древнейших времен», истории Англии, Швейцарии, Голландии, Испании, Португалии, статистический очерк разных европейских государств. В Российской государственной библиотеке хранится его рукопись «Письмо в ложу Елизаветы к добродетели».
Умер в Санкт-Петербурге 18 (30) ноября 1823 года. Похоронен на Волковском лютеранском кладбище.

## Семья
С 26.11.1797 был женат на Генриетте фон Гейкинг; 10.07.1799 женился на Ольге Сергеевне Смирновой (10.07.1780 — 29.02.1844), в браке с которой родились дети:
- Модест (11.09.1800—02.01.1876)
- Николай (05.04.1802—?)
- Елизавета (08.02.1804—27.02.1832), была замужем за двоюродным братом бароном Николаем Фёдоровичем Корфом (1798—1831).
- Фёдор (17.09.1808—23.06.1839)
- Александр (1809—1809)
- Владимир (1810—1812)